# Pinus jaliscana
El ocote blanco o pino de jalisco (Pinus jaliscana) es un árbol perteneciente a la familia de las pináceas de más de 20 m de alto. Sus hojas son medianas y miden de 12 a 22 cm y sus conos semilleros son pequeños, miden de 4 a 10 cm. Es originario de Jalisco, México donde es endémico. Habita en bosques templados entre los 800 y 1600 m s. n. m.. Es pariente del pino ocote (Pinus oocarpa), el pino prieto (Pinus pringlei) y el pino llorón (Pinus patula). Es muy similar al ocote chino (Pinus herrerae) pero tiene más hojas (4 o 5) y sus conos son ligeramente más grandes.